# Dolce vita (Shiva)
Dolce vita è il terzo album in studio del rapper italiano Shiva, pubblicato l'11 giugno 2021 dalla Milano Ovest.

## Tracce
1. Dolce vita – 2:11
2. I Can Fly – 3:18
3. Mastercard (feat. Lil Baby) – 2:35
4. Idee chiare – 2:54
5. Collane e bugie – 3:16
6. Superstar – 3:28
7. Megatron – 2:56
8. Problema – 3:15
9. La mia storia – 4:01
10. Montecarlo – 3:29
11. Hi-Tech Freestyle – 1:52
12. Il diavolo chiama – 3:37

Tracce bonus nella riedizione digitale
1. Fendi Belt (feat. Paky) – 2:28

1. Non sai niente (feat. Guè) – 2:42

## Classifiche
| Classifica (2021) | Posizione massima |
| ----------------- | ----------------- |
| Italia            | 6                 |